# Bébé a lu la fable
Bébé a lu la fable o Bébé, l'Aveugle et le Paralytique o també L'Aveugle et le Paralytique és una pel·lícula muda francesa escrita i dirigida per Louis Feuillade i estrenada el 1911.
Aquesta pel·lícula forma part de la sèrie Bébé.

## Repartiment
- René Dary : Bébé (com Clément Mary)
- Renée Carl : Madame Labèbe, la mama